# Ferrovia Pugliano-Vesuvio
La ferrovia Pugliano-Vesuvio era una linea ferroviaria a cremagliera a scartamento ridotto, a trazione elettrica, a carattere prettamente turistico, che raggiungeva la stazione di partenza della Funicolare vesuviana alla quota di 753 m s.l.m.

## Storia

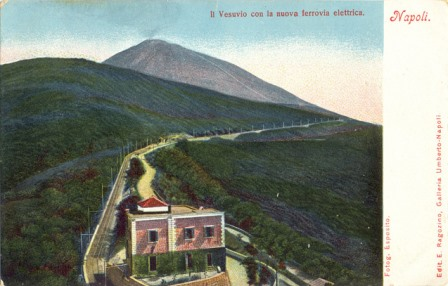
Ferrovia vesuviana, panorama in una cartolina d'epoca

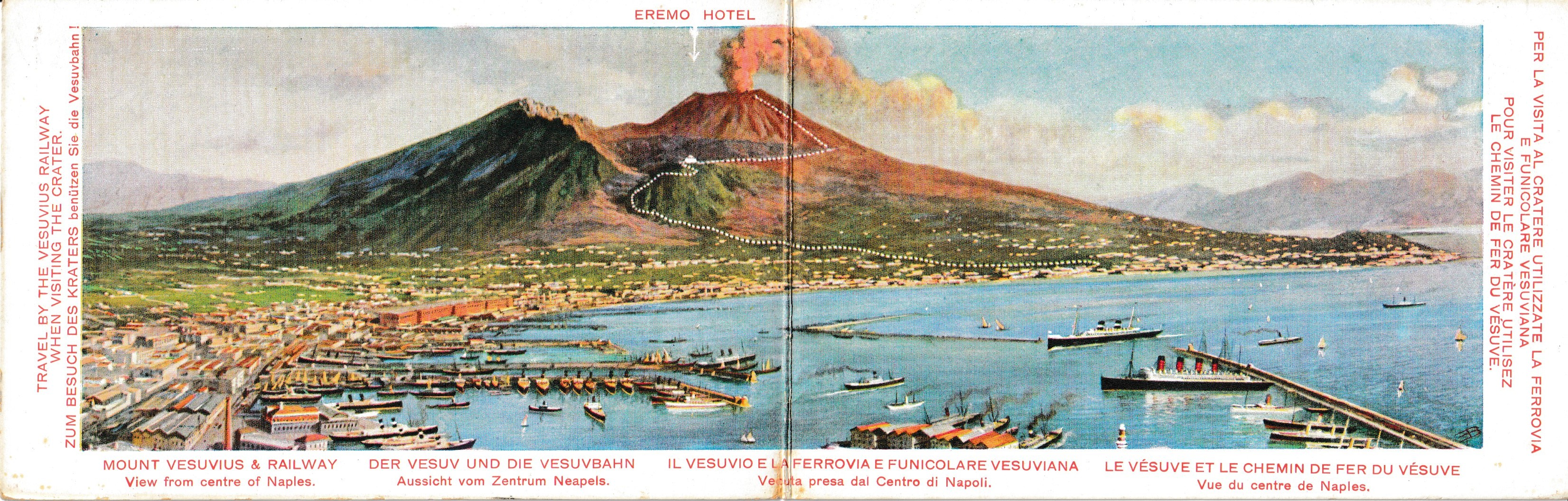
Cartolina d'epoca del XX secolo in cui si può vedere il tragitto combinato ferrovia-funivia che porta fin sopra al cratere.

Nel 1902 la salita alla stazione inferiore della funicolare vesuviana veniva effettuata con carrozze a cavalli, con un tempo di percorrenza di circa 4 ore per i turisti provenienti da Napoli. L'impresa venne acquistata dalla società turistica di Thomas Cook; John Mason Cook, figlio di Thomas, che era subentrato al padre nel 1871 creando la Thomas Cook and Son, progettò una ferrovia di circa 20 km riprendendo un precedente progetto dell'ingegnere Mineri che risaliva al 1896. Da una consultazione con l'esperto George Noble Fell, noto progettista di ferrovie di montagna, nacque inizialmente l'idea di una ferrovia a scartamento di 1435 mm, con trazione a vapore, dotata di 7,5 km di rotaia a cremagliera tipo ABT nel tratto di maggior pendenza. Tale progetto fu approvato e ottenne le concessioni dal governo italiano ma a causa di costi elevati non fu realizzato. Lo stesso venne tuttavia ripreso nel 1901 dalla società delle Strade Ferrate Secondarie Meridionali (SFSM), che gestivano la ferrovia Napoli-Ottaviano e intendevano realizzare un nuovo collegamento fra Napoli e Poggiomarino passante per Barra, Pugliano e Pompei. Ciò consentì alla società Cook di realizzare il solo tratto da Pugliano al Vesuvio. L'ingegnere Emil Strub della Schweizerische Lokomotiv- und Maschinenfabrik (SLM) di Winterthur e l'ingegnere Morgenthaler della Brown, Boveri & Cie, consigliarono alla Cook l'adozione della trazione elettrica e dello scartamento metrico sul percorso Pugliano-Vesuvio, con un tratto a cremagliera, del tipo Strub, ridotto a 1,6 km su una lunghezza complessiva di 7,7 km. Nel 1902 iniziarono i lavori contestualmente a quelli per l'hotel Eremo, che avrebbe ospitato i turisti in visita al Vesuvio. L'inaugurazione dell'impianto delle neonate Ferrovie Vesuviane (FV) sulla tratta Stazione Olivi (a monte del santuario di Pugliano)-San Vito-Eremo-Vesuvio (stazione inferiore della funicolare), avvenne il 28 settembre 1903.
L'anno seguente fu inaugurato il tratto Napoli-Poggiomarino delle SFSM che comprendeva la fermata di Resina, non distante dal capolinea inferiore della ferrovia vesuviana.

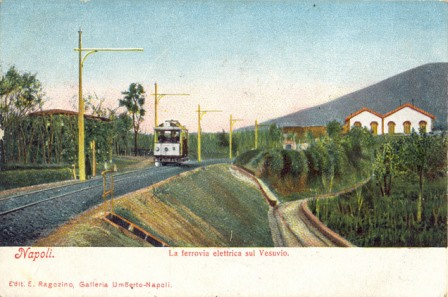
Treno presso il deposito, cartolina d'epoca

Nel 1906 l'eruzione del vulcano, descritta in un noto film-documentario, arrecò ingenti danni alla funicolare e all'ultimo tratto della ferrovia. In occasione dei lavori di ricostruzione la "Cook" si attivò per la costruzione del prolungamento che dal primitivo capolinea inferiore di Olivi, sovrappassata la tranvia Napoli-Portici-Torre del Greco, giungeva fino alla stazione di Resina, in comune con quella delle Strade Ferrate Secondarie Meridionali. Tale nuova stazione, inaugurata il 6 gennaio 1913, comportò un tratto in affiancamento con la linea Circumvesuviana fino quasi a Piazza Pugliano alla quale era collegata da un vialetto che i resinesi soprannominarono "dint a Cook". Una descrizione del viaggio fu inserita dal vulcanologo Alessandro Malladra, allora direttore dell'Osservatorio Vesuviano, all'interno di una guida pubblicata il 27 aprile 1930 in occasione del XI Congresso Geografico Italiano. In esso si riporta come un "piazzale bene inghiaiato e pulito accoglie le due stazioni di Pugliano; cioè della Circumvesuviana e della Vesuviana; la prima a valle, coi suoi giardinetti fioriti tutto l'anno, e la seconda a monte con la sua torretta e la poetica veranda sempre aperta, protetta da una, pensilina rivestita del sempreverde Eleagnus ferrugìneum".
Nel 1927 la "Cook" cedette la concessione alla Ferrovia e funicolare vesuviana Società Anonima Italiana.
Le ulteriori eruzioni del 1929 e del 1944 minacciarono seriamente la ferrovia, aggredendo alcuni tratti di binario, ma non furono esse a pregiudicare l'esistenza dell'impianto: il basso movimento turistico causato dalla guerra e gli elevati costi di gestione, costrinsero la Compagnia Ferrovia e Funicolare Vesuviana a mettere in vendita l'impianto, acquisito per 3 100 000 di lire dalla SFSM nel dicembre 1945. Tra il 1946 ed il 1947 la gestione SFSM ripristinò i tratti distrutti e le motrici poterono tornare di nuovo alla ex stazione di valle della funicolare, dalla quale il cratere veniva raggiunto da un sentiero.
Il progetto di ricostruzione della funicolare, l'adozione dello scartamento 950 comune con la rete circumvesuviana e l'introduzione di nuovi rotabili non fu realizzato a causa dei costi troppo elevati. Nel 1948, agli albori del boom automobilistico, si decise dunque di costruire una strada fino alla vecchia stazione inferiore e di lì una seggiovia. Nel 1951 l'Hotel Eremo passò a privati, raggiungibile dall'anno dopo grazie alla nuova strada: nel 1953, le corse furono limitate a servizi navetta tra l'Eremo e la stazione inferiore della seggiovia, mentre il tratto inferiore rispetto alla centrale elettrica fu dismesso. Nell'autunno 1955 la strada fu completata fino a quota mille e la ferrovia definitivamente soppressa, con smantellamento degli impianti tre anni dopo.

## Caratteristiche
La linea, interamente in sede propria, nella sua massima estensione (dal 1911) era lunga 7,650 km, di cui circa il 20% armati con cremagliera tipo Strub. La pendenza massima, raggiunta nel tratto a cremagliera tra la centrale elettrica e l'Eremo, raggiungeva il 250 per mille. La linea era elettrificata a corrente continua alla tensione di 550 V; lo scartamento era metrico.

### Percorso
|  | Unknown route-map component "exKBHFa" |

|  | Unknown route-map component "exBHF" |

|  | Unknown route-map component "exBHF" |

|  | Unknown route-map component "exBHF" |

|  | Unknown route-map component "exSKRZ-Au" |

|  | Unknown route-map component "exBHF" |

| Unknown route-map component "uexCONTgq" | Unknown route-map component "exmKRZo" | Unknown route-map component "uexCONTfq" |

|  | Unknown route-map component "exKBHFaq" | Unknown route-map component "exSTRr" |  |  |

| Unknown route-map component "CONTgq" | Unknown route-map component "eBHFq" | Station on transverse track | Transverse track | Unknown route-map component "CONTfq" |

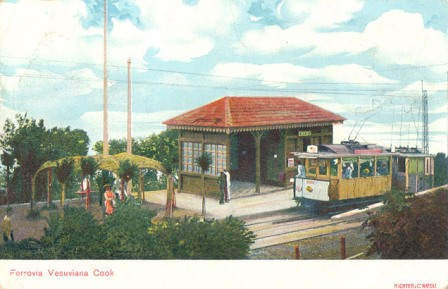
Stazione presso il Vesuvio

La ferrovia aveva origine dalla stazione di Pugliano, fino al 1928 denominata "Vesuvio", demolita nel 1972-73 assieme a quella adiacente di Resina in occasione dei lavori di copertura dei binari della ferrovia Napoli-Pompei.
La salita verso il Vesuvio iniziava con una forte rampa (8%) su alto terrapieno da cui con ponte in ferro da tempo scomparso si attraversava la sottostante via Trentola che attraversava l'omonima frazione; la medesima zona era interessata dall'attraversamento dell'Acquedotto Vesuviano.
Dopo un altro ponte di ferro, che sovrappassava il binario della tranvia Napoli-Portici-Torre del Greco e quello in muratura della strada provinciale Resina-Osservatorio, il binario percorreva una profonda trincea scavata nella colata lavica del 1631, all'uscita della quale si incontrava la fermata Olivi, originario capolinea inferiore, che doveva il nome alla coltivazione allora prevalente nella zona posta a monte del santuario di Pugliano; il fabbricato viaggiatori era un edificio in legno di pino nel quale trovava posto un negozio di souvenir.
Durante gli anni venti venne aperta l'autostrada Napoli-Pompei, in questa zona servita dal casello Ercolano-Resina, da cui si dipartiva il collegamento con la strada dell'Osservatorio. La ferrovia sottopassava la sede autostradale e, superato il cosiddetto bosco Catena, incontrava la fermata facoltativa di San Vito, dal nome della chiesetta che sorgeva nella piana interessata dalla presenza della colata lavica del 1767.
La pendenza della linea aumentava poi progressivamente, superando le lave del 1858 e mutando agli occhi del viaggiatore il paesaggio dal verde della campagna coltivata al nero della pietra lavica. Oltrepassato il piccolo lagno che scaricava le acque pluviali del cosiddetto Fosso della Morte, si raggiungeva dunque il deposito-officina della linea.
Lo stesso era affiancato dalla centrale elettrica, ospitata in un edificio edificato con tufo e pietra vulcanica sottoposto nel 2009 al recupero estetico in vista di un ipotizzato riutilizzo. La stessa disponeva di due motori a gas Brown, accoppiati con dinamo Brown Boveri disposte in parallelo a un banco di accumulatori Tudor che fornivano la tensione a 550 V per l'alimentazione della linea.

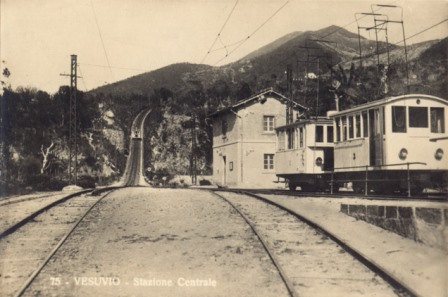
Ferrovia vesuviana

Dopo il deposito-officina aveva inizio il tratto a cremagliera, caratterizzato da pendenze massime del 25%, nel quale le elettromotrici erano spinte da appositi locomotori da 147 kW che alla velocità di 7 km/h consentivano in 15 minuti di raggiungere la stazione Eremo. Questa era ospitata in un'area verdeggiante insieme alla chiesetta di S. Salvatore, all'hotel Eremo ed all'Osservatorio Vesuviano, edifici sopravvissuti alla chiusura dell'impianto. Anche in questo caso il fabbricato di stazione era in legno di pino con un aspetto che richiamava quello dei villini di montagna. A pochi metri di distanza venne edificato uno chalet per venire incontro alle esigenze dei turisti, demolito negli anni venti.
La linea proseguiva con un'ampia curva presso l'Osservatorio e, dopo un tratto altrettanto panoramico, raggiungeva la stazione terminale la quale integrava il capolinea inferiore della funicolare, consentendo l'interscambio ottimale fra i due impianti. L'edificio originario, fiancheggiato da un ristorante, fu distrutto dall'eruzione del 1906 e venne sostituito nel 1909. Nel 1953 lo stesso venne ristrutturato quale semplice stazione inferiore della seggiovia.

## Materiale rotabile

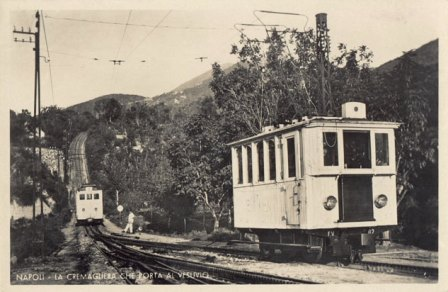
Spintore della dotazione d'origine

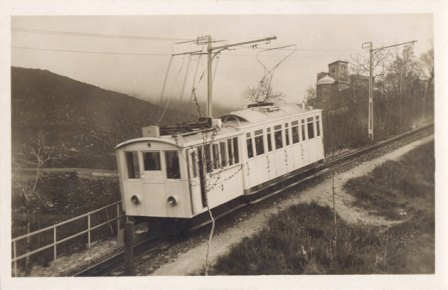
Ferrovia vesuviana - Treno a cremagliera

Per l'esercizio sulla ferrovia Vesuviana la "Cook" arrivò a disporre di sette elettromotrici che, per superare il tratto a cremagliera, venivano accoppiate a tre locomotive appositamente equipaggiate con funzione di spintore. L'evoluzione del parco può essere così rappresentata:
- Le prime tre vetture, della dotazione originaria, possedevano spiccate caratteristiche tranviarie, erano di costruzione Schweizer Waggon AG e disponevano ciascuna di 24 posti divisi in tre scompartimenti. Entrarono in servizio nel 1903 per venire in seguito sostituite da unità di maggiori dimensioni.
- Il secondo gruppo di vetture, numerate 4-5, del medesimo costruttore, entrò in servizio nel 1913; tali tram consentivano di trasportare 34 passeggeri.
- Di capacità ancora maggiore, pari a 44 posti, erano le due vetture che si aggiunsero al parco nel 1929. Costruite dalle Officine Ferroviarie Meridionali di Napoli, disponevano di cassa metallica.
- I tre "spintori" furono anch'essi frutto di forniture successive: all'inaugurazione dell'impianto vennero consegnate dalla SLM di Winterthur le unità 1 e 2, alle quali si aggiunse la terza nel 1906. Si trattava di locomotive a cremagliera a tre assi, di cui quello centrale dotato di ruota dentata motrice.

### Materiale motore - prospetto di sintesi
| Unità | Entrata in servizio | Costruttore                      | Note                                   |
| ----- | ------------------- | -------------------------------- | -------------------------------------- |
| 1÷3   | 1903                | Schlieren-Brown Boveri           | Elettromotrici per servizio passeggeri |
| 4÷5   | 1913                | Schlieren-Brown Boveri           | Elettromotrici per servizio passeggeri |
| 6÷7   | 1929                | Officine Ferroviarie Meridionali | Elettromotrici per servizio passeggeri |
| 1÷2   | 1903                | SLM-Brown Boveri                 | Spintori                               |
| 3     | 1906                | SLM-Brown Boveri                 | Spintore                               |